# Cratere Kisambo
Kisambo  è un cratere sulla superficie di Marte.